# Tejanomusik
Tejanomusik, eller texmexmusik, är musik med ursprung i den spansktalande befolkningen i den amerikanska delstaten Texas, så kallade tejanos. Musiken är ofta influerad av rock'n'roll, blues och country, men också med inslag från olika genrer av latinamerikansk musik. Det som karaktäriserar tejano är dock det mellaneuropeiska inflytandet med vals, polka och dragspel.

## Artister
- Selena Quintanilla